# Lophocampa binominata
Lophocampa binominata là một loài bướm đêm thuộc phân họ Arctiinae, họ Erebidae.